# Gyula Fényi
Fényi Gyula, também conhecido como P. Julius Fenyi SJ (Sopron, 8 de janeiro de 1845 — Kalocsa, 21 de dezembro de 1927), foi um astrônomo jesuíta húngaro.
É mais conhecido pelo seu trabalho sobre o Sol, levando o Observatório Haynald à liderança em estudos solares.

## Vida

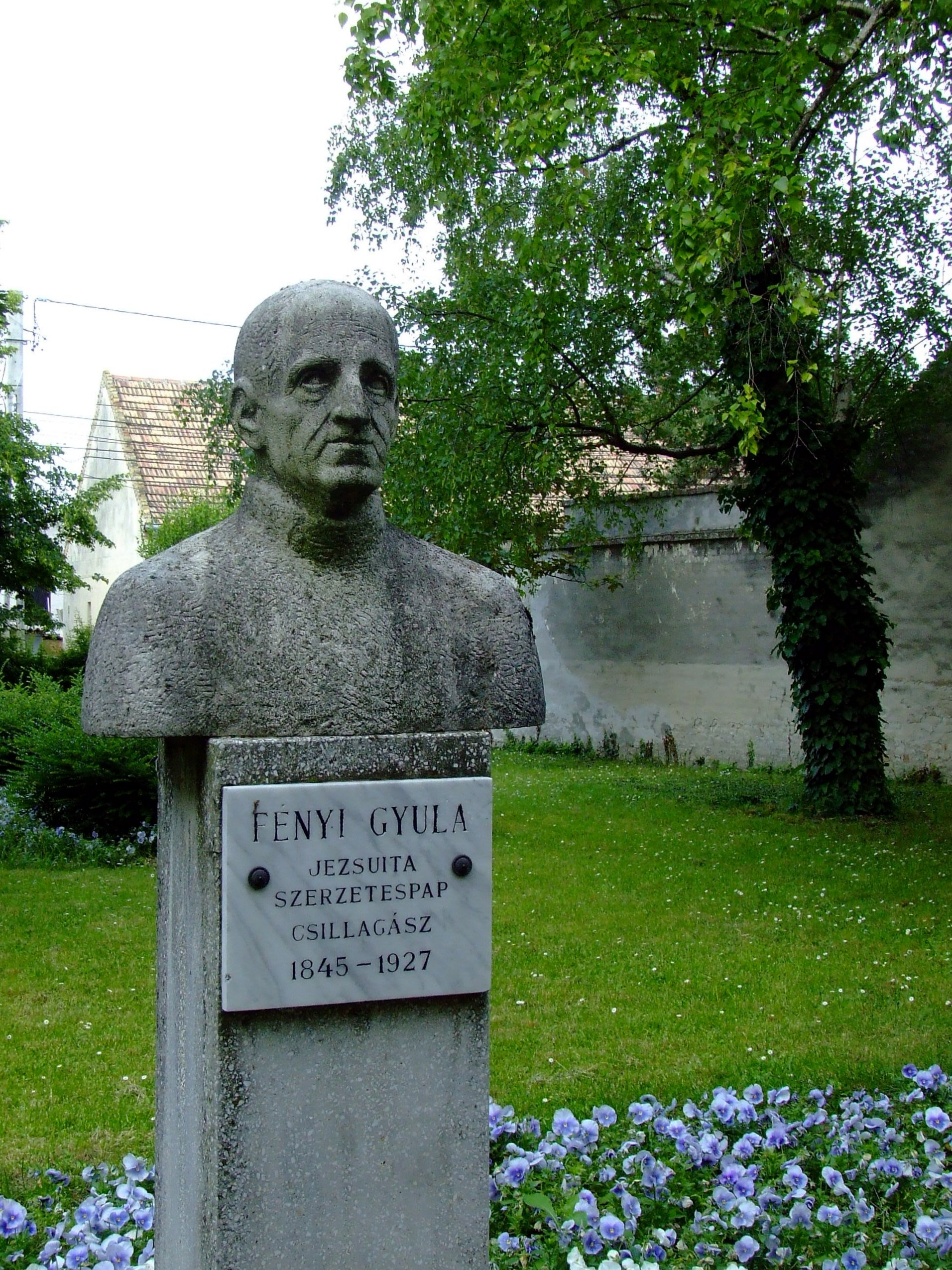
Monumento a Gyula Fényi (Kalocsa, Hungria).

Nasceu em Sopron, Hungria, o décimo-primeiro filho de uma família de comerciantes. Em 1864 tornou-se membro da Companhia de Jesus, e foi enviado a Kalocsa a fim de tornar-se instrutor de química, matemática, física e história natural. Em 1874 foi estudar na Universidade de Innsbruck, onde estudou teologia, matemática e física. Após completar os estudos em 1878, retornou para lecionar e também ser assistente no Observatório Haynald em Kalocsa. Em 1885 tornou-se diretor do observatório, cargo que manteve até aposentar-se por problemas de saúde em 1913. Depois de aposentado continuou a fazer observações astronômicas.
Fényi Gyula é conhecido por suas observações do sol, incluindo estudos espectrográficos das proeminências solares, bem como das manchas solares. Foi o primeiro a demonstrar uma correlação entre o número de proeminências solares e o de manchas solares. Entre 1880 e 1919 montou mais de 6 mil desenhos do sol, todos usando o mesmo instrumento. Estes desenhos estão arquivados no Observatório Heliofísico em Debrecen, Hungria. Publicou mais de 200 artigos científicos em diversas línguas. Em 1916 foi eleito membro correspondente da Academia de Ciências da Hungria.
A cratera Fényi na Lua e e asteroide 115254 Fényi são denominados em sua homenagem.